# 650 Amalasuntha
A 650 Amalasuntha egy a Naprendszer kisbolygói közül, amit August Kopff fedezett fel 1907. október 4-én.